# Том Бертон
Том Бертон (англ. Tom Burton, нар. 27 червня 1990) — австралійський яхтсмен, олімпійський чемпіон 2016 року.

## Виступи на Олімпіадах
| Олімпіада           | Дисципліна | Місце |
| ------------------- | ---------- | ----- |
| Ріо-де-Жанейро 2016 | Лазер      | 1     |

## Зовнішні посилання
- Том Бертон — олімпійська статистика на сайті Sports-Reference.com (англ.) (архівна версія)

1. ↑  Olympedia — 2006.